# Décennie 1640 en architecture
| Années de l'architecture : 1637 - 1638 - 1639 - 1640 - 1641 - 1642 - 1643    |
| Décennies de l'architecture : 1610 - 1620 - 1630 - 1640 - 1650 - 1660 - 1670 |

Cet article présente les faits marquants de la décennie 1640 en architecture.

## Événements
- 1er avril 1645 : Louis XIV pose la première pierre de l'église du Val-de-Grâce à Paris dont le premier projet était de François Mansart. Les travaux s’achèvent en 1665[1].
- 20 février 1646 : Anne d'Autriche pose la première pierre de la nouvelle église Saint-Sulpice à Paris. Elle est achevée en 1788, cent quarante deux ans après.

- 6 avril 1648 : inauguration de Shahjahanabad ; le Fort Rouge de Delhi, construit selon les plans d'Ustad Ahmad Lahauri pour protéger la nouvelle capitale, est achevé[2].

## Réalisations
- 1640 : construction du couvent des Annonciades des Dix-Vertus, future Abbaye-aux-Bois à Paris[3].
- 1640-1644 : construction de l’hôtel Lambert dans l’île Saint-Louis à Paris, par Louis Le Vau[4].

- 1641-1674 : construction de la maison de la noblesse (Riddarhuset) à Stockholm. La réalisation du bâtiment est assurée successivement par les architectes Simon de la Vallée (1641-1642), Heinrich Wilhelm (1645-1652), Joost Vingboons (en) (1653-1656) et Jean de la Vallée (1656-1674)[5]. Deux ailes sont ajoutées au bâtiment en 1870.
- 1642-1651 : construction du château de Maisons dessiné par François Mansart[6].
- 1642-1644 : construction du Zeughaus à Graz en Autriche, alors le plus vaste dépôt d'armes du monde (Landeszeughaus (de))[7].
- 1642-1660 : construction de l'église Sant'Ivo alla Sapienza à Rome par Francesco Borromini[8].

- 1643 : la construction du Taj Mahal, commencé en 1632 est achevée à Âgrâ en Inde. La porte principale (Darwaza-i Rauza) est terminée en 1647-1648[9]. Les bâtiments annexes sont terminés de 1643 à 1654[10].

- 1644-1656 : construction du Jama Masjid à Delhi[11].
- 1644-1666 : construction des façades du palais di Propaganda Fide, ou collège de la Propagation de la Foi, à Rome par le Bernin (1644-1646) puis par Francesco Borromini[12].

- 1645-1694 : construction du palais du Potala à Lhassa au Tibet[13].

- 1646 : construction d'une maison située Am Schönborn 9 à Hausen, un quartier de Bad Kissingen, en Allemagne[14].
- 1646-1650 : construction et aménagement de la nef de l'archibasilique Saint-Jean de Latran par Francesco Borromini[15].

- 1646-1648 : construction de la chapelle de l'abbaye de Port-Royal de Paris sur les plans de l'architecte Antoine Lepautre[16].
- 1647 : reconstruction du palais Changdeokgung en Corée, à la suite de sa destruction par un incendie en 1623[17].
- 1647-1648 : construction du palais Tchehel-Sotoun à Ispahan[18].
- 1648-1655 : construction de l'hôtel de ville d'Amsterdam par l'architecte Jacob van Campen[19].

## Naissances
- 16 avril 1646 : Jules Hardouin-Mansart († 11 mai 1708)
- 1648 : Pietro Perti (en) († 1714)

## Décès
- 28 novembre 1642 : Simon de la Vallée (° 1600).
- 24 décembre 1643 : Cosimo Lotti, architecte et ingénieur hydraulique italien, actif à Madrid (° vers 1570-1580).
- 6 janvier 1646 : Elias Holl (° 28 février 1573).